# Leptodeira splendida
Leptodeira splendida är en ormart som beskrevs av Günther 1895. Leptodeira splendida ingår i släktet Leptodeira och familjen snokar.
Denna orm förekommer med flera från varandra skilda populationer i västra och centrala Mexiko. Utbredningsområdet sträcker sig från delstaten Sonora till delstaterna Michoacán och Puebla. Habitatet varierar mellan torra och fuktiga skogar. Honor lägger ägg.
Troligtvis hotas beståndet lokalt av skogsröjningar. Hela populationen antas vara stor. IUCN kategoriserar arten globalt som livskraftig.

## Underarter
Arten delas in i följande underarter:
- L. s. bressoni
- L. s. ephippiata
- L. s. splendida